# 현인수
현인수(Insoo Hyun)는 한국계 미국인 윤리학자이다.

## 같이 보기
- 줄기세포
- 뇌 유사장기
- 동물 실험
- CRISPR-Cas9
- 황우석